# Incontri internazionali di rugby a 15 di metà anno 1990
A metà anno è tradizione che le selezioni di "rugby a 15", europee in particolare, ma non solo, si rechino fuori dall'Europa o nell'emisfero sud per alcuni test. Si disputano però anche molti incontri tra nazionali dello stesso emisfero Sud.

## I tour "Down Under"
- Georgia in Zimbabwe: La selezione della Georgia (all'epoca ancora sotto l'Unione Sovietica), si reca nel paese africano per il primo tour.

| Bulawayo 14 aprile 1990 | Zimbabwe XV | 22 – 16 | Georgia XV |  |

| Harare 21 aprile 1990 | Zimbabwe XV | 10 – 26 | Georgia XV |  |

- Galles in Namibia: la Namibia, dopo l'indipendenza è diventato una meta preferita dalle varie nazionali.

| Windhoek 2 giugno 1990 | Namibia | 9 – 18 | Galles |  |

| Windhoek 9 giugno 1990 | Namibia | 30 – 34 | Galles |  |

- Francia in Australia e Namibia: La Prima squadra francese va in tour in Australia: la serie finisce 2-1 per i Wallabies. Nel frattempo la squadra "A" transalpina va in tour in Namibia.

| Sydney 9 giugno 1990 | Australia | 21 – 9 | Francia |  |

| Brisbane 24 giugno 1990 | Australia | 48 – 31 | Francia | Ballymore Stadium |

| Sydney 30 giugno 1990 | Australia | 19 – 28 | Francia |  |

| Windhoek 23 giugno 1990 | Namibia | 15 – 24 | Francia A |  |

| Windhoek 30 giugno 1990 | Namibia | 21 – 25 | Francia A |  |

- Scozia in Nuova Zelanda: gli "highlanders" si recano in Nuova Zelanda dove subiscono due onorevoli sconfitte (16-31 e 18-21) contro gli All Blacks.

| Dunedin 16 giugno 1990 | Nuova Zelanda | 31 – 16 | Scozia | Carisbrook |

| Auckland 23 giugno 1990 | Nuova Zelanda | 21 – 18 | Scozia | Eden Park |

- Inghilterra in Argentina: l'Inghilterra si reca in Argentina per un lungo tour. Con i "Pumas", centrano una vittoria (25-12) e una sconfitta (13-15).

| Buenos Aires 28 luglio 1990 | Argentina | 12 – 25 | Inghilterra | Amalfitani |

| Buenos Aires 4 agosto 1990 | Argentina | 15 – 13 | Inghilterra | Amalfitani |

## Sfide tra nazionali extra europee
- Le Figi in Giappone Australia e Nuova Zelanda: la nazionale di Figi si reca in Giappone, Australia e Nuova Zelanda. Un solo test ufficiale (vinto) con il Giappone.

| Tokyo 4 marzo 1990 | Giappone | 6 – 32 | Figi |  |

- L'Argentina in Nordamerica : i Pumas si recano in Nordamerica, dove subisce una sorprendente sconfitta con il Canada e superano gli USA.

| Burnaby 30 marzo 1990 | Canada | 15 – 6 | Argentina |  |

| Santa Barbara (California) 7 aprile 1990 | Stati Uniti | 6 – 13 | Argentina |  |

- Australia in Nuova Zelanda: i Wallabies si recano in Nuova Zelanda per un lungo tour. Questi i risultati nei test match:

| Christchurch 21 luglio 1990 | Nuova Zelanda | 21 – 6 | Australia |  |

| Auckland 4 agosto 1990 | Nuova Zelanda | 27 – 17 | Australia | Eden Park |

| Wellington 18 agosto 1990 | Nuova Zelanda | 9 – 21 | Australia | Athletic Ground |

- Il Canada si conferma squadra di rango battendo l'Argentina (19-15), ma perdendo di misura negli USA (12-14)

| Seattle 9 giugno 1990 | Stati Uniti | 14 – 12 | Canada |  |

| Buenos Aires 16 giugno 1990 | Argentina | 15 – 19 | Canada | (J.Amalfitani) |

## Altri test
| Limerick 13 marzo 1990 | Irlanda U25 | 12 – 10 | Stati Uniti XV |  |

| Suva 17 marzo 1990 | Figi XV | 12 – 21 | Queensland |  |

| Andorra la Vella 8 aprile 1990 | Andorra | 6 – 12 | Tunisia |  |

| Windhoek 21 aprile 1990 | Namibia | 88 – 9 | Portogallo |  |

| Suva 21 aprile 1990 | Figi XV | 22 – 7 | Canterbury |  |

| Hilversum 29 aprile 1990 | Paesi Bassi | 3 – 24 | Inghilterra U.25 |  |

| Suva 24 maggio 1990 | Figi XV | 8 – 21 | Auckland |  |

| Copenaghen 26 maggio 1990 | Danimarca | 0 – 3 | Svezia |  |

| Brisbane 8 luglio 1990 | Australia | 67 – 9 | Stati Uniti | (Ballymore Stadium) |

| Windhoek 21 luglio 1990 | Namibia | 54 – 7 | Germania |  |

| Limerick 8 settembre 1990 | Irlanda U25 | 36 – 17 | Spagna |  |